# جلال شموط
جلال شموط (20 مارس 1970 -)، ممثل سوري.

## حياته ومشواره المهني
تخرج من المعهد العالي للفنون المسرحية في دمشق بقسم التمثيل، ثم سافر إلى فرنسا ليكمل دراسته هناك، وفي عام 1993 انتسب إلى نقابة الفنانين.
بدأ حياته الفنية في منتصف الثمانينات فشارك في عدة أعمال مثل المسلسل التلفزيوني «الإخوة» بعام 1994، لكن انتشاره جاء مع فترة التسعينيات، حيث شارك في مسلسلات في عدة أعمال في المسرح والتلفزيون.

## حياته الأسرية
تزوج من نظلي الرواس والذي دخلت التمثيل بعد زواجهما وبعد أن جمعتهما الدراسة سوياً في معهد الفنون المسرحية، رزق منها بطفلتين هما «تيا»، و«ليا» لكنهما انفصلا في عام 2015.

## أعماله

### في المسرح
- «هنا وهناك»
- «ثلاث مراكب ومشعوذ».

### في السينما
- آه يا بحر 1993
- رحاب 2008

### في التلفزيون
- دمشق يا بسمة الحزن 1992
- جليلة 1993
- الإخوة-الجزء الأول 1994
- خلف الجدران 1995
- فارس في المدينة1995
- المحكوم 1996
- الإخوة -الجزء الثاني 1997
- بنت الضرة 1997
- حمام القيشاني – الجزء الثالث 1998
- عيلة أكابر 1998
- الدرب الشائك 1999
- الفصول الأربعة – الجزء الأول 1999
- قلب دافئ 1999
- جلد الأفعى 1999
- أسرار المدينه 2000
- الزير سالم 2000
- قلوب في الميزان 2000
- البصير 2000
- أيادي في الظلام 2000
- صلاح الدين الأيوبي 2001
- حمام القيشاني- الجزء الرابع 2001
- شو حكينا 2001
- أبناء القهر 2002
- صقر قريش 2002
- حمام القيشاني – الجزء الخامس 2003
- ربيع قرطبة 2003
- قانون ولكن 2003
- عصر الجنون2004
- عصي الدمع 2005
- الحور العين 2005
- الغدر 2005
- المارقون 2005
- المحطة 30 2005
- دوار القمر 2005
- خلف القضبان 2005
- على طول الأيام 2006
- أعيدوا صباحي 2006
- أسياد المال 2006
- طعم السفرجل 2006
- على حافة الهاوية 2007
- ممرات ضيقة 2007
- فجر أخر 2007
- جنون العصر 2007
- الحصرم الشامي الجزء-الأول
- ليس سراباً 2008
- عندما تتمرد الاخلاق 2008
- بهلول أعقل المجانين الجزء الثاني 2008
- من غير ليه 2008
- قلبي معكم 2009
- شتاء ساخن 2009
- صدق وعده2009
- فنجان الدمّ 2009
- منمنمات اجتماعية 2009
- الدوامة2009
- على قيد الحياة 2009
- أصوات خافتة 2009
- الصندوق الاسود 2010
- أبو خليل القباني 2010
- مطلوب رجال2011
- Crazy TV2011
- الانفجار 2011
- الغفران 2011
- الأميمي 2012
- بنات العيلة 2012
- رفة عين 2012
- قمر شام  2013
- حلاوة الروح  2014
- قلم حمرة 2014
- العراب - نادي الشرق 2015
- في ظروف غامضة 2015
- العراب - تحت الحزام 2016
- دومينو 2016
- نبتدي منين الحكاية 2016
- قناديل العشاق 2017
- وردة شامية 2017
- جرح الورد 2018
- المهلب بن أبي صفرة 2018
- باب الحارة الجزء العاشر حارة الصالحية 2019
- حدوتة حب 2 2019
- الحلاج 2019
- مسافة أمان 2019
- عن الهوى والجوى 2019
- حركات بنات 2019
- هو أصفر 2019
- حارس الجبل 2020
- طبق الأصل 2020
- باب الحارة 11 2021
- صقار 2021
- على قيد الحب  2022
- مع وقف التنفيذ  2022
- حارة القبة  2021. 2022 الجزء الأول والثاني
- الخائن 2023